# Trochomorpha apia
Trochomorpha apia é uma espécie de gastrópode  da família Zonitidae.
É endémica da Samoa Americana.